# Fallout Shelter
Fallout Shelter är ett simulationsdatorspel som utvecklats av Bethesda Game Studios och Behaviour Interactive och som lanserades i juni 2015 av Bethesda Softworks till IOS och senare även Android. Spelet offentliggjordes av Bethesda under Electronic Entertainment Expo 2015, samma dag som det släpptes. I Fallout Shelter tar spelaren rollen som en Overseer, en sorts övervakare, som ska bygga upp ett valv i vilket människor ska bo och arbeta. Utanför valvet är det ett postapokalyptiskt landskap och det är upp till spelaren att skydda valvet och dess invånare mot attacker. Samtidigt ska invånarna arbeta med att hålla uppe mat-, vatten- och kraftnivåerna så de kan överleva och föröka sig i valvet.